# Edificio del Ministerio de Defensa de Yugoslavia
El Edificio del Ministerio de Defensa de Yugoslavia (en serbio: Савезни секретариjaт за народну одбрану, romanizado: Savezni Sekretarijat za Narodnu Odbranu, lit. 'Secretaría Federal de la Defensa del Pueblo'), también conocido como el Estado Mayor yugoslavo (en serbio: Зграда Генералштаба, romanizado: Zgrada Generalštaba, lit. 'Edificio del Estado Mayor'), es un edificio que anteriormente estuvo ocupado por el Ministerio de Defensa de Yugoslavia, un departamento gubernamental responsable de defender a la República Federal de Yugoslavia de las amenazas militares internas y externas.
Considerada una obra maestra de la arquitectura de la posguerra, fue bombardeado y gravemente dañado durante el bombardeo de la OTAN sobre Yugoslavia en 1999. Hoy en día, el Ministerio de Defensa de Serbia utiliza solo una pequeña parte del edificio que no sufrió daños.

## Historia
El edificio fue construido entre 1957 y 1965 y diseñado por el arquitecto serbio Nikola Dobrović. Está dividida por la calle Nemanjina, y su diseño pretende parecerse a un cañón del río Sutjeska, donde se libró una de las batallas más importantes de la Segunda Guerra Mundial en Yugoslavia, con la calle como un río que divide los dos tramos monumentales, gradualmente completados. A medida que la calle Nemanjina sube la colina desde la estación principal de trenes, las dos partes del edificio forman una puerta simbólica.
Además de las expresivas formas en cascada, las fachadas se caracterizan por la aplicación de materiales contrastantes: piedra robusta de color marrón rojizo de Kosjerić y losas de mármol blanco de la isla de Brač. El motivo visual más llamativo lo representan las rejas de las fachadas, diseñadas con el espíritu del modernismo tardío.
La primera parte del edificio, que se encuentra frente al edificio del gobierno de Serbia en la calle Kneza Miloša, se denomina Edificio "A" y tiene 12.654 metros cuadrados. La otra parte del edificio, dividida por la calle Nemanjina, se denomina Edificio "B" y tiene 36.581 metros cuadrados.

### Bombardeo

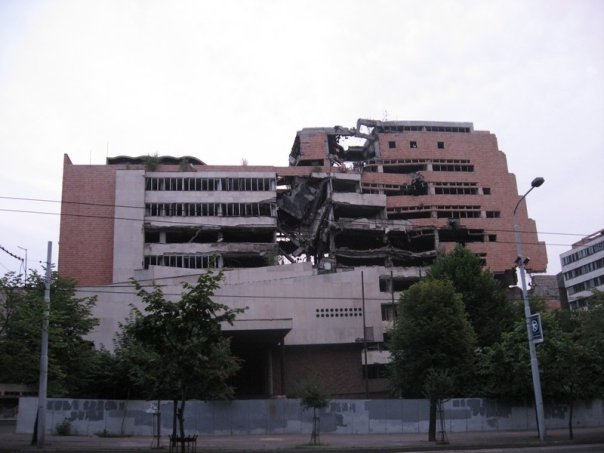
Edificio "A" dañado en 2006

Alrededor de la medianoche del 29 al 30 de abril de 1999, 40 días después del inicio del bombardeo de Yugoslavia por la OTAN, el edificio fue bombardeado dos veces por la OTAN en el espacio de 15 minutos, según la OTAN debido a la importancia de la estructura como instalación militar. Estaba vacío en el momento en que fue bombardeado, por lo que no hubo víctimas, lo que llevó a algunos a especular que fue bombardeado más debido a su significado simbólico como representación del estado, en lugar de simplemente por propósitos tangibles inmediatos. Fue bombardeado una vez más nueve días después, alrededor de la medianoche del 7 al 8 de mayo de 1999.

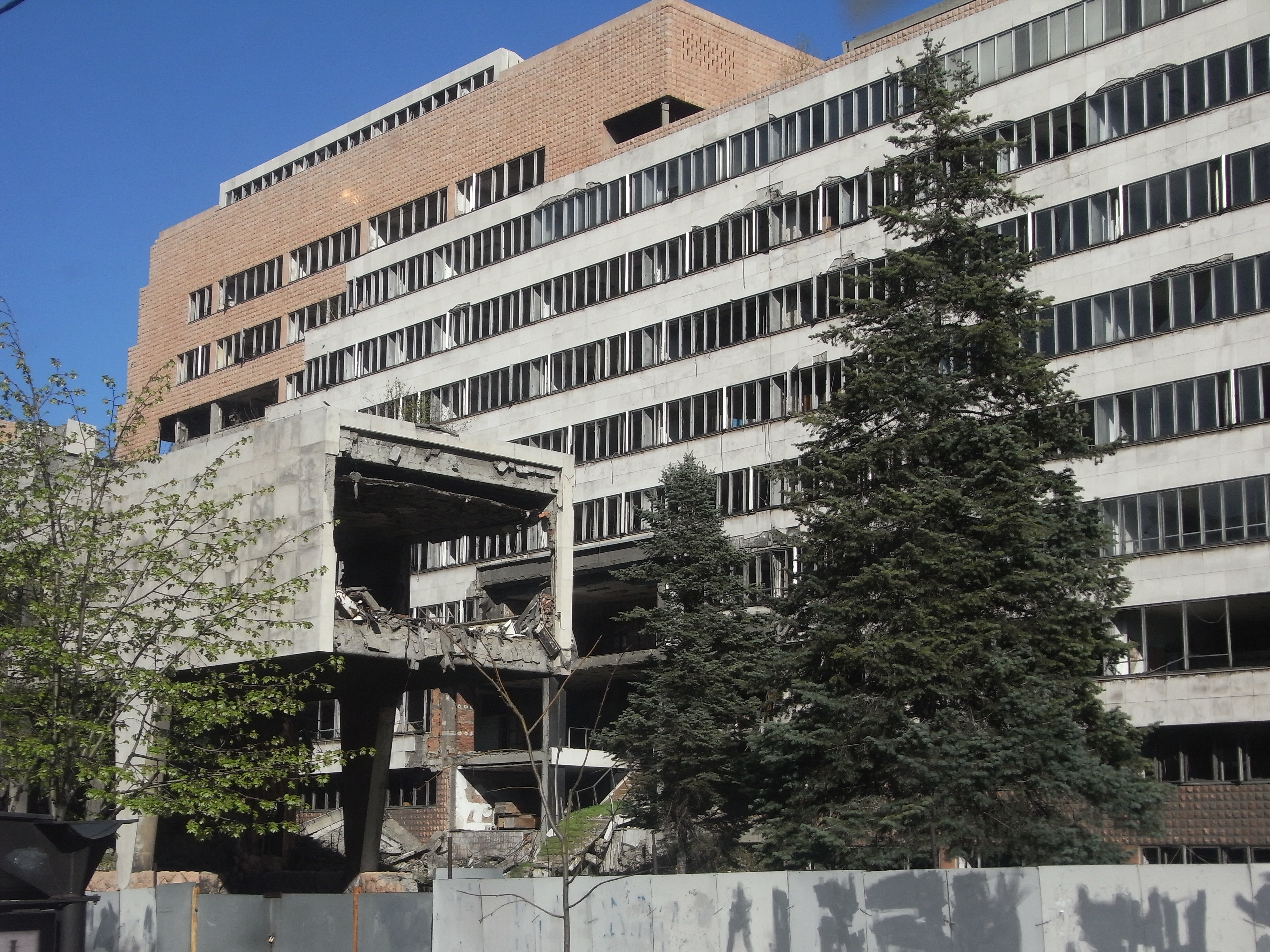
Edificio "B" dañado en 2013

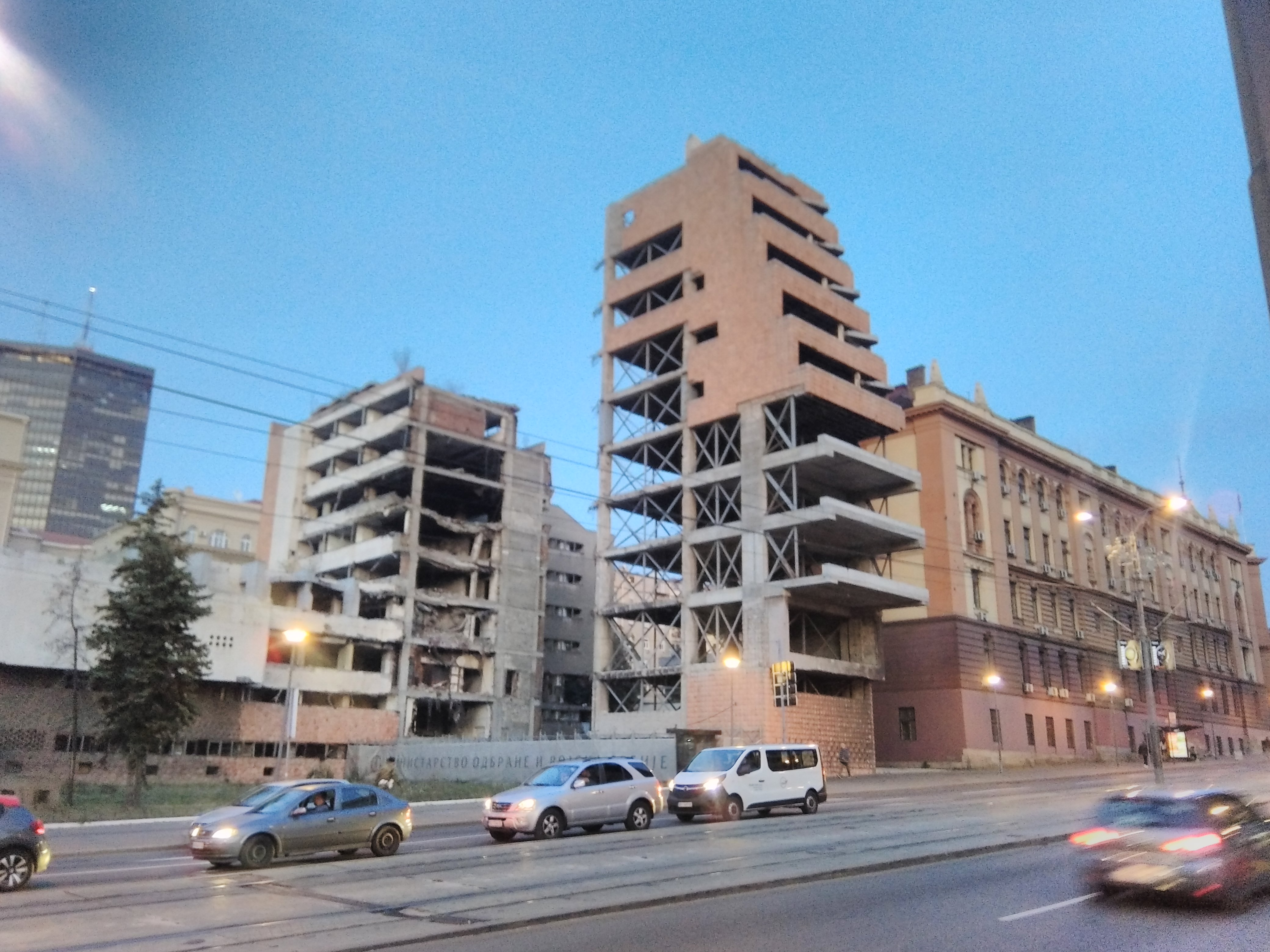
Edificio "A" dañado en 2019, que muestra algunos de los escombros retirados como parte del proceso de limpieza posterior a 2015.

### Posbombardeo
Gravemente dañado por el bombardeo de 1999, el edificio no ha sido reparado durante más de una década y es la ruina más famosa de Belgrado. Desde 2005, ha sido un monumento protegido de la cultura, que simboliza el bombardeo de la OTAN de 1999 y el sufrimiento de Serbia. El edificio "B" resultó mucho menos dañado durante los bombardeos, y en los años siguientes se eliminó la entrada del edificio, para la seguridad de los peatones. Parte del edificio "B" ha sido utilizado por el Ministerio de Defensa de Serbia.

#### Reconstrucción
En noviembre de 2015, con un presupuesto de 650.000 euros, se inició la primera fase de reconstrucción del Edificio "A", con el fin de prevenir el colapso de estructuras. Para mayo de 2016, la parte central fue demolida en su totalidad y se vertieron los pilares de la parte del edificio cercana a la calle. Se demolieron alrededor de 5.000 metros cuadrados.
En febrero de 2017, el gobierno de Serbia decidió demoler la mayor parte de la construcción del Edificio «A» con la obligación de reconstruirlo a su apariencia original una vez que el país tenga los fondos necesarios. Esta decisión repentina se explica por el alto costo de la reconstrucción adicional que asciende a los 7,66 millones de euros estimados, mientras que la demolición se estimó en 1,46 millones de euros. El ministro de Defensa de Serbia, Zoran Đorđević, dijo que los expertos abogaron por esta solución a pesar de que ya se pagó la primera fase de la reconstrucción, mientras que los expertos militares criticaron esta decisión. El 9 de marzo de 2017, la Asociación de Arquitectos Serbios (un grupo privado informal) comenzó una iniciativa para la presentación de candidaturas para el Patrimonio de la Humanidad de la UNESCO, y también dijo que el Gobierno de Serbia quería eliminarlo del registro de bienes culturales, pero debido al largo procedimiento legal se recurrió a la reconstrucción. La Asociación condenó la decisión y la calificó como una «pérdida definitiva de nuestra cultura» ya que es un «monumento al sufrimiento y la brutalidad de las fuerzas de la OTAN». En marzo de 2015, con motivo del decimosexto aniversario del comienzo de la intervención de la OTAN, el gobierno de Serbia organizó una ceremonia frente al edificio en ruinas que algunos observadores interpretaron como la prueba de que las ruinas se habían convertido de facto en un monumento de guerra.
A lo largo de los años se ha hablado de que el edificio podría convertirse en un lujoso hotel de The Trump Organization. Tras la reconstrucción del Edificio «A» y la posterior demolición propuesta de la mayor parte de la construcción, el primer ministro de Serbia, Aleksandar Vučić, dijo que hay planes para la construcción del Monumento a Stefan Nemanja y el Museo de la Serbia medieval en el lugar del Edificio «A».